# Dalane
Dalane történelmi régió Norvégia délnyugati részében, Rogaland megyében (norvégül fylke), a rogalandi Jæren régiótól délkeletre.
A régió területe mintegy 1800 km². Népessége mintegy 22 000.
Dombos vidék, amelynek tájképeit az alacsony hegyek, völgyek és kis fjordok jellemzik.
Lund, Sokndal, Eigersund és Bjerkreim községek tartoznak hozzá. (Rogaland négy legdélebbi községe.)
A mintegy 13 500 lakosú, faházakból álló központú Eigersund kiválo tengeri halászati lehetőségeket kínál. A 2500 lakosú Bjerkreim nemzetközi hírű lazachalászóhely. A Bjerkreim közelében lévő Gloppedalsura Észak-Európa legnagyobb sziklatörmelékmezője, ahol egyes sziklak akkorák, mint egy ház. A 3100 lakosú Lund folyóiban pisztrángot fognak és kenukirándulásokat tesznek. A mintegy 3300 lakosú Sokndal védett faházairól, bányászatáról, illetve a második világháborús Altmark-incidensről ismert. 
A régió népessége stabil, de a fiatalok gyakran költöznek a közeli, iparosodottabb Stavangerbe. A régióból be is járnak dolgozni egyesek Stavanger körzetébe, de Dalane jól ellátott munkahelyekkel.

## Külső hivatkozások
- Dalane térkép, fotók

## Fordítás
- Ez a szócikk részben vagy egészben  a   Dalane című angol Wikipédia-szócikk ezen változatának fordításán alapul.  Az eredeti cikk szerkesztőit annak laptörténete sorolja fel. Ez a jelzés csupán a megfogalmazás eredetét és a szerzői jogokat jelzi, nem szolgál a cikkben szereplő információk forrásmegjelöléseként.